# Hipertèrmia maligna
La hipertèrmia maligna (HM) és una afecció potencialment mortal poc freqüent que generalment es desencadena per l'exposició a certs medicaments que es fan servir per a l'anestèsia general - específicament els agents anestèsics inhalats i succinilcolina, un blocador neuromuscular. En individus susceptibles, aquests fàrmacs poden induir un augment dràstic i incontrolat en el metabolisme oxidatiu en el múscul esquelètic, que sobrepassa la capacitat del cos per subministrar oxigen, eliminar el diòxid de carboni, i regular la temperatura del cos, portant eventualment a un col·lapse circulatori i la mort si no es tracta immediatament.
La susceptibilitat a la HM sovint s'hereta com un trastorn autosòmic dominant, per als que hi ha almenys 6 loci genètics d'interès, [1] més prominent el gen del receptor de la rianodina (RYR1). La susceptibilitat a la HM és fenotípica i genèticament relacionada amb la malaltia del nucli central, un trastorn autosòmic dominant caracteritzat tant per senyals d'HM com per miopatia. La HM generalment es revela en o poc després de l'exposició a certs agents anestèsics generals. No existeix una prova senzilla, fàcil de diagnosticar el trastorn. El tractament amb dantrolè i altres drogues s'inicia generalment quan se sospita fortament la HM. L'ús del dantrolè i l'evitació d'agents a persones susceptibles d'activació han reduït marcadament la mortalitat d'aquest trastorn.